# 醒めた炎 (イリュージョンのアルバム)
『醒めた炎』（さめたほのお、原題：Out of the Mist）は、イギリスのプログレッシブ・ロック・バンド、イリュージョンが1977年に発表した初のスタジオ・アルバム。

## 背景
イル―ジョンは、1969年にルネッサンスを結成したキース・レルフ（ボーカル、ギター）、ジム・マッカーティ（ドラムス）、ルイス・セナモ（ベース）、ジョン・ホウケン（キーボード）、ジェーン・レルフ（ボーカル）が再結集した編成だった。本格的な活動を開始する前の1976年5月にキース・レルフが事故死したので、ジョン・ナイツブリッジ（ギター）とエディ・マクニール（ドラムス）を迎え、マッカーティはボーカルとギターを担当するようになった。
マッカーティ作「フェイス・オブ・イエスタデイ」は、ルネッサンスの2ndアルバム『幻想のルネッサンス』（1971年）の収録曲を再録音したものである。

## 反響・評価
本作はアメリカでチャート入りを果たし、1977年7月2日付のBillboard 200で初登場188位となって、最終的には最高163位を記録した。ポール・コリンズはオールミュージックにおいて5点満点中3点を付け「ホウケンの豊潤なキーボードとジェーン・レルフの澄み切ったボーカルを主体とした、過去の音作りを再興させている」「ルネッサンスの熱心なファンであれば必携」と評している。

## 収録曲
特記なき楽曲はジム・マッカーティ作。
1. イザドラ "Isadora" – 6:59
2. 自由への道 "Roads to Freedom" (Jim McCarty, John Hawken) – 3:55
3. ビューティフル・カントリー "Beautiful Country" (J. McCarty, J. Hawken) – 4:22
4. ソロ・フライト "Solo Flight" (J. McCarty, J. Hawken) – 4:23
5. エヴリホエア・ユー・ゴー "Everywhere You Go" – 3:19
6. フェイス・オブ・イエスタデイ "Face of Yesterday" – 5:46
7. キャンドルズ・アー・バーニング "Candles Are Burning" – 7:12

## 参加ミュージシャン
- ジェーン・レルフ - ボーカル
- ジム・マッカーティ - ボーカル、アコースティック・ギター、パーカッション
- ジョン・ナイツブリッジ - エレクトリック・ギター
- ジョン・ホウケン - ピアノ、ローズ・ピアノ、オルガン、メロトロン、シンセサイザー
- ルイス・セナモ - エレクトリックベース
- エディ・マクニール - ドラムス、パーカッション